# Кочанско клане
Клането в Кочани е извършено на 19 юли (1 август по нов стил) 1912 година над българите в град Кочани от местни турци. Повод за погрома дава атентат, извършен на същия ден от Вътрешната македоно-одринска революционна организация. Взривени са две бомби на два от пазарите в града, в резултат на което загиват двама българи и шестима турци. В последвалия погром са убити най-малко 34 българи, а много са ранени. Това предизвиква обществена реакция в Царство България и натиск върху българското правителство за подобряване на положението на българите в Македония. Клането в Щип от ноември 1911 година и това Кочани са сочени като повод за Балканската война.